# Маґдаленка (гміна Бендкув)
Маґдаленка (пол. Magdalenka) — село в Польщі, у гміні Бендкув Томашовського повіту Лодзинського воєводства.
У 1975-1998 роках село належало до Пйотрковського воєводства.